# Ceromya elyii
Ceromya elyii là một loài ruồi trong họ Tachinidae.